# Leptogium dactylinum
Leptogium dactylinum är en lavart som beskrevs av Tuck. Leptogium dactylinum ingår i släktet Leptogium och familjen Collemataceae.   Inga underarter finns listade i Catalogue of Life.